# پیوتر گروشکا
پیوتر گروشکا (انگلیسی: Piotr Gruszka؛ زادهٔ ۸ مارس ۱۹۷۷) بازیکن سابق و مربی فعلی والیبال اهل لهستان است. گروشکا از سال ۱۹۹۵ تا ۲۰۱۱ عضو تیم ملی والیبال لهستان بود و در حال حاضر سرمربی تیم بیلسکو-بیالا است. پیوتر در زمان عضویت در تیم ملی لهستان با تیم ملی کشور خود به مدال نقره قهرمانی جهان ۲۰۰۶، مدال طلا قهرمانی اروپا ۲۰۰۹ و مدال برنز لیگ جهانی ۲۰۱۱ رسید. قهرمانی لیگ قهرمانان والیبال اروپا ۲۰۰۹ و برنز لیگ قهرمانان اروپا ۲۰۱۱ و هفت قهرمانی در پلاس لیگا با تیم‌های متلف از جمله افتخارات او در رده باشگاهی به‌شمار می‌رود. پیوتر در جام ملت‌های ۲۰۰۹ به عنوان باارزش‌ترین بازیکن مسابقات انتخاب شد. او با ۴۵۰ بازی ملی با سابقه‌ترین بازیکن از نظر بازی‌های ملی در تیم ملی والیبال لهستان به حساب می‌آید.